# Holger Blom

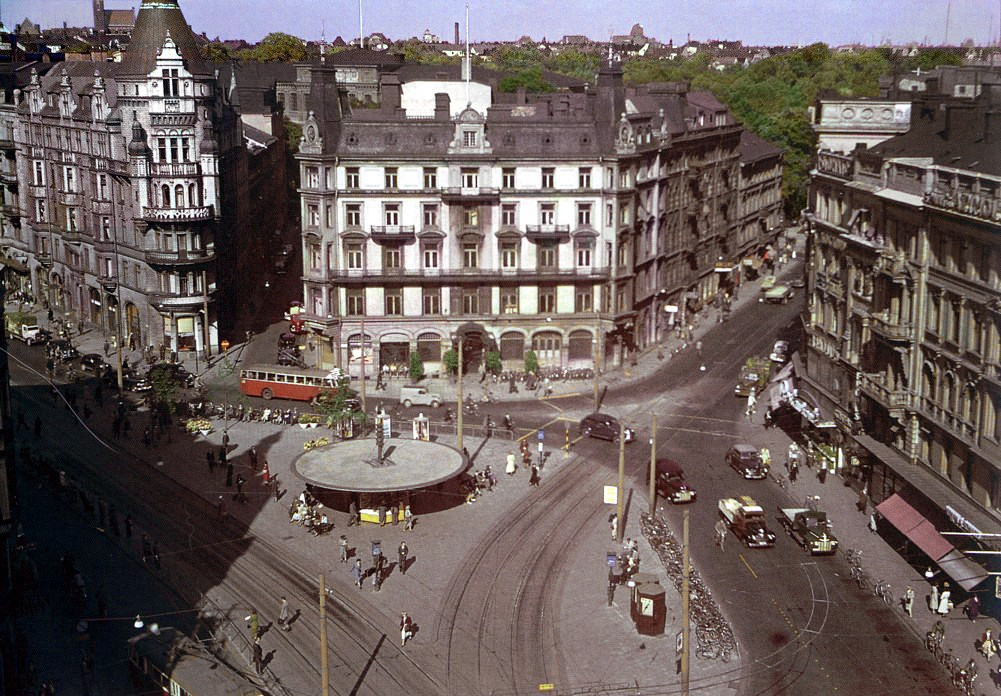
"Svampen" på Stureplan 1930-tal.

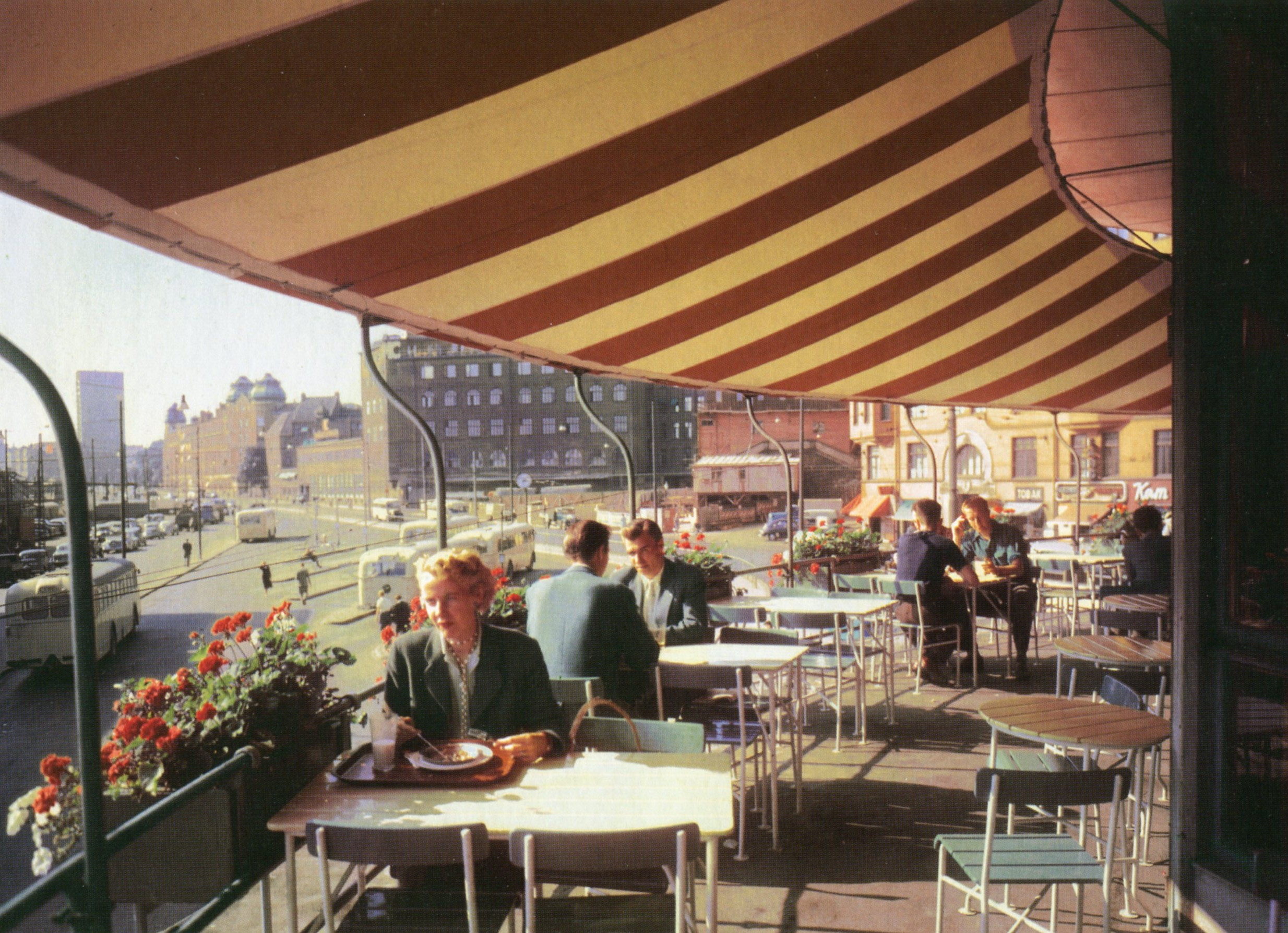
"Rotundans" terrass 1955.

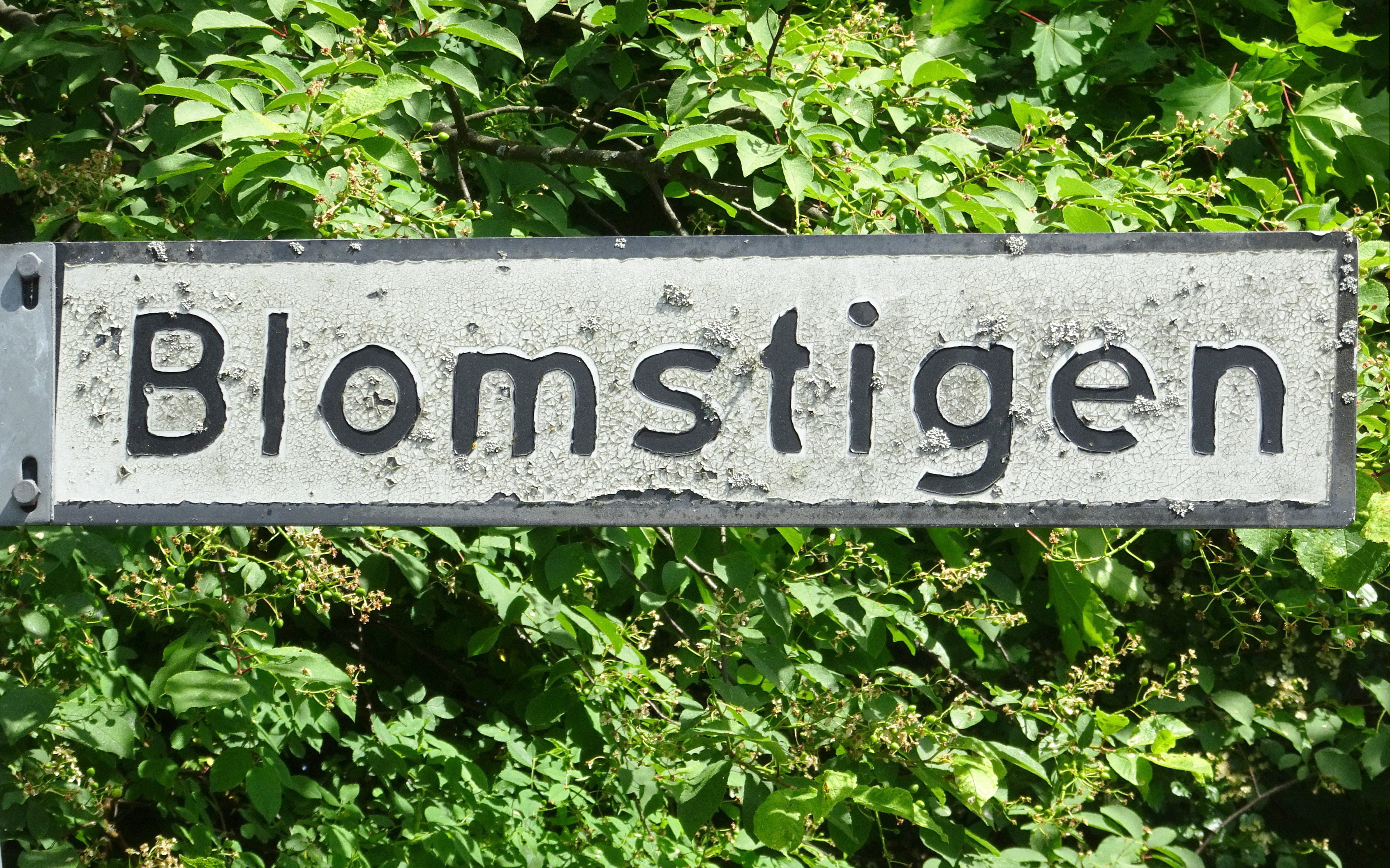
Blomstigen i Radhusområdet Hersby Åker, uppkallad efter Holger Blom.

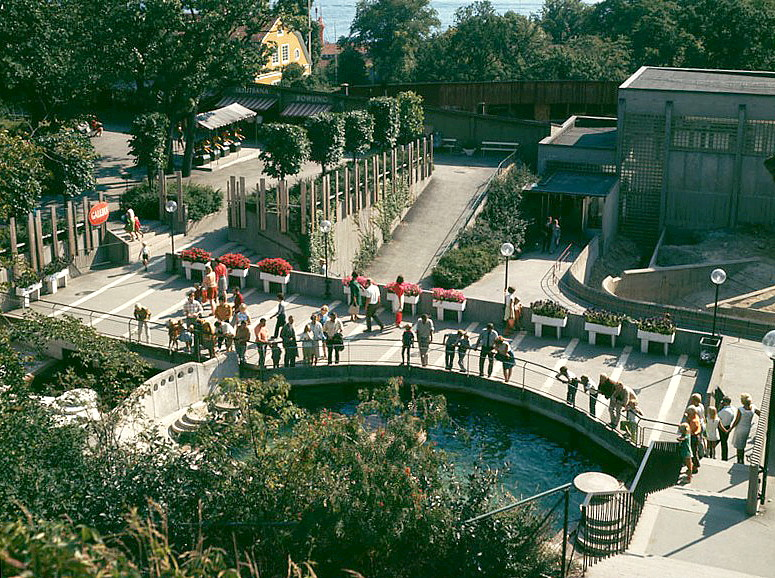
Sjölejonsbassängen och Elefanthuset (i Nedre Solliden på Skansen, ritade av Holger Blom, respektive Holger Blom och Ingemar Gram 1968

Holger Edvard Maria Blom, född 2 augusti 1906 i Stockholm, död 2 mars 1996 i Stockholm, var en svensk arkitekt och landskapsarkitekt. 
Holger Blom var stadsträdgårdsmästare i Stockholm från 1938 till 1971. Han formulerade och omsatte sociala riktlinjer för Stockholms parker och tillsammans med sin medarbetare Erik Glemme upplevde Stockholms parker en internationellt uppmärksammad storhetstid med det som skulle kallas Stockholmsstilen.
Som Stockholms stadsträdgårdsmästare utvecklade han inte bara Stockholms parker utan ritade även ett antal byggnader för staden. En av dem var Svampen vid Stureplan, en annan var den uppmärksammade Rotundan vid norra sidan av Norra Bantorget.

## Utbildning
Efter studentexamen 1924 studerade Blom vid Kungliga Tekniska Högskolan i Stockholm samt 1928-29 vid Stockholms högskola och 1928-32 vid Konstakademien under bland andra Lars Israel Wahlman. Åren 1928-30 praktiserade han hos Kreuger & Toll i Amsterdam och Paris. I Paris bodde han hos Le Corbusiers bror. Han tog med sig den berömde arkitektens funktionalistiska idéer till Sverige och Stockholmsutställningen 1930. 
År 1932 anställdes Blom vid Stockholms stadsplanekontor och 1933 kom han till gatukontoret. Där engagerades Blom av 1930 års trafikkommitté i utbyggnaden av Slussen vid sidan av Tage William-Olsson. Senare hade Blom arkitektuppdrag för Blå bodarna (i slussenrondellen) 1933-35, för regnskyddet "Svampen" på Stureplan och 1938 för stadens sopförbränningsanläggning vid Lövsta.

## Yrkesliv

### Stadsträdgårdsmästare
År 1938 utsåg gatunämnden Holger Blom till Stockholms stadsträdgårdsmästare som efterträdare till Osvald Almqvist. Denna befattning innehade han till 1971. Många arbeten utförde han tillsammans med kollegan Erik Glemme. Till hans medarbetare hörde även trädgårdsmästaren Ingemar Gram, som arbetade från 1950-talets början till sin pensionering 1973  vid Stockholms stads gatukontors parkavdelning.
År 1941 redovisade Holger Blom ett förslag om ett parknät för staden, som i sina yttre delar knöt an till de större friluftsområdena utanför stadsbygden. I Bloms klassiska parkprogram från 1946 sammanfattades den funktionalistiska synen på parkens uppgifter i Stockholms stadsbyggande, en stil som senare skulle kallas för "Stockholmsstilen" och som i hög grad var inspirerad av hans föregångare arkitekt Osvald Almqvist, stadsträdgårdsmästare 1936-38. Dessa principer inarbetades i 1952 års generalplan, och byggdes ut ända till i slutet av 1970-talet. Holger Bloms tid som stadsträdgårdsmästare och park- och stadsbyggnadsideolog kom att bli en storhetstid för Stockholms parker.
Blom ritade 1943 ett regnskydd av trä, som sattes upp till de flesta busshållplatserna på Djurgården under 1940- och 1950-talen. I slutet på 1990-talet byggdes nya skydd efter samma ritningar. Dessa skydd finns idag (2008) vid fem busshållplatser på Djurgården, nämligen Blockhusudden, Djurgårdsbrunn, Edelstams väg, Manillavägen och Thielska galleriet.

### "Svampen"
För stockholmare är Svampen från 1937 på Stureplan Holger Bloms mest kända verk. En enkel men djärv och mycket slank betongkonstruktion med ett långt utkragande tak på en 3,3 meter hög centralpelare. Men inte alla var entusiastiska när Svampen invigdes den 20 november 1937, bland annat tyckte Skönhetsrådet och arkitekt Ragnar Östberg att denna "betongklump" inte passade in på denna plats, men Svampen fick stå kvar mot alla odds.

### "Rotundan"
Rotundan vid norra sidan av Norra Bantorget stod färdig den 20 september 1938. Byggnaden hade en utpräglad funktionalistisk gestaltning och påminde med sin lätta elegans mycket om Gunnar Asplunds utställningsbyggnader på Stockholmsutställningen 1930 och om Café Kranzlers takpaviljong i Berlin från 1932.
Byggnaden kallades "Rotundan" på grund av sin runda form. Det var en tvåvåningsbyggnad med en rund del och en rektangulär fortsättning mot Norra Bantorget. Hela anläggningen liksom "svävade" på pelare. I bottenvåningen fanns vänthall, biljettkur och personalrum och övervåningen var en restaurang. Karakteristiskt var den runda röd-vitrandiga markisen som löpte runt hela övervåningen och sträckte sig över restaurangens sittplatser på terrassen. Restaurangen öppnade samtidigt med busstationen och hade en nyhet från USA, nämligen självservering; kunderna kunde själva hämta sig sin mat vid en barservering och ta ut den på terrassen. Byggnaden revs i februari 2006 och på platsen uppförde AB Familjebostäder 55 lägenheter i sju plan.

### Blå bodarna
Blå bodarna var Slussens affärsstråk som invigdes 1935. Affärerna låg samlade under en kupol, mitt i Slussenkarusellen. Här fanns bland annat blomsterbutik, fruktaffär, handskaffär, café och biljettkontor för teatrarna. Varuhuset Åhlén & Holm hade en filial. Kupolen hade en diameter av 13,5 meter och pilhöjd om cirka 1,0 meter och bars upp av runda stålpelare. Kupolens tak släppte ursprungligen in dagsljus genom ungefär 3 000 cirkelrunda glasbetongblock. Det gav så mycket ljus att det rådde dagsljusförhållanden under kupolen, men läckageproblem gjorde att kupolen asfalterades över. Butikernas dörrar och fönsterpartier var tillverkade i anodiserad aluminium, det var första gången materialet användes i Sverige. Neonskyltar och neonpilar visade vägen. Allt var gestaltat av Holger Blom i stram funktionalistisk arkitektur.

## Verk i urval
- Slussens trafikkarusell, som medarbetare i Slussbyggnadskommittén tillsammans med Tage William-Olsson, invigd 1935
- Tunnelbanestationer "Ringvägen" (numera Skanstull) och "Södra Bantorget" (numera Medborgarplatsen), 1930-tal
- Mjölkbar vid Björns trädgård, 1937 [11]
- Tengdahlsparken, 1930-tal
- Rotundan, Norra Bantorget (riven 2006), 1938
- Tegnérlunden tillsammans med Erik Glemme, 1942
- Norr Mälarstrands strandpromenad, 1941–1943
- Initiativtagare till Parkteatern, 1942
- Radhusområdet Hersby Åker, Lidingö, 1949–1954
- Bagarmossens gamla tunnelbanestation (numera riven) tillsammans med Erik Glemme, invigd 1958
- Hässelby strands strandpromenad "Strandliden", 1958
- Området Nedre Solliden på Skansen, med bland annat Sjölejonsbassängen 1965 och Elefanthuset för elefanterna på Skansen, 1968 (tillsammans med Ingemar Gram)
- Trygg-Hansa-husets trädgård, 1972–1976

### Bilder verk i urval

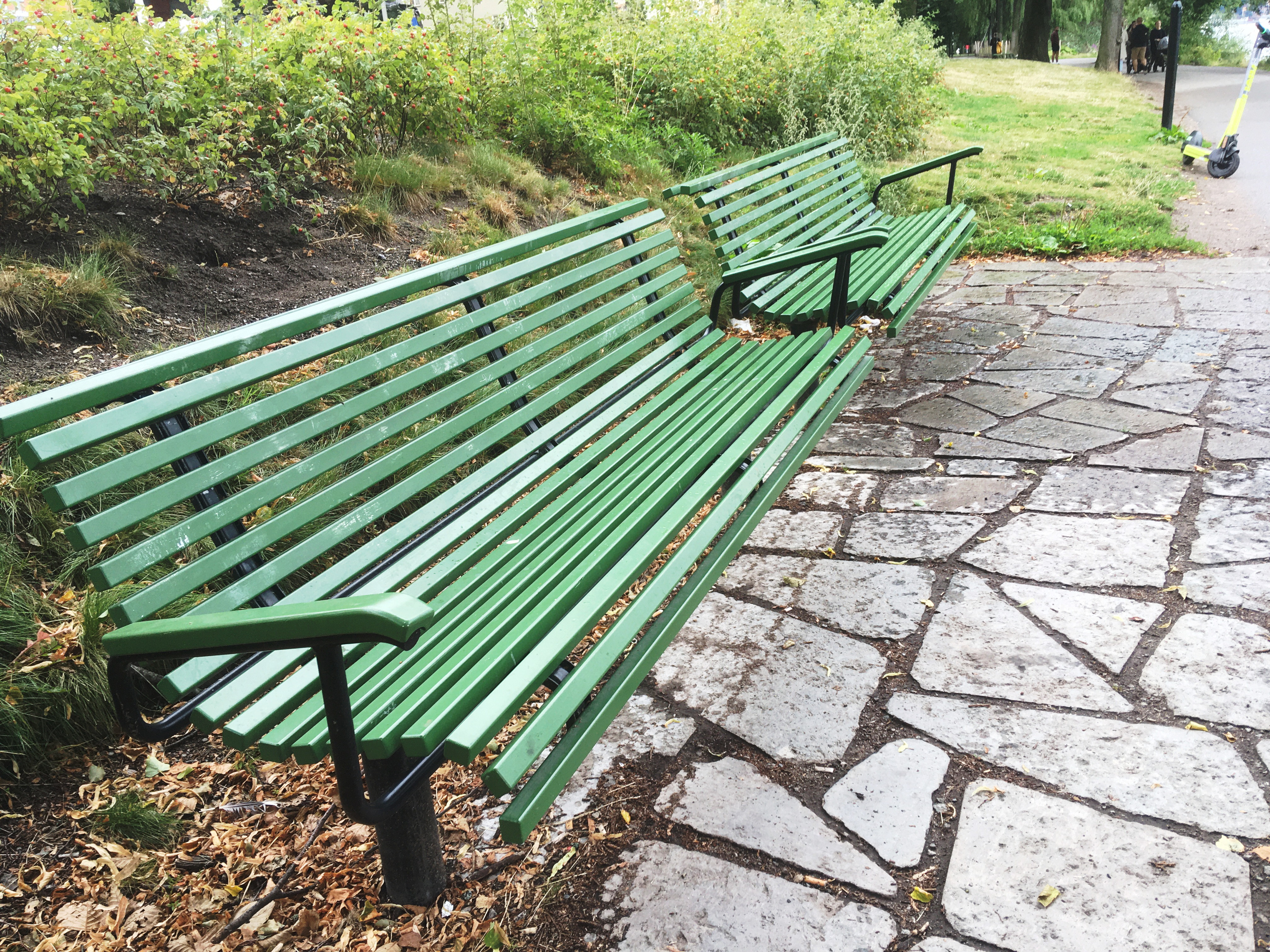
Holger Bloms parkbänkar i Norr Mälarstrands parkstråk.
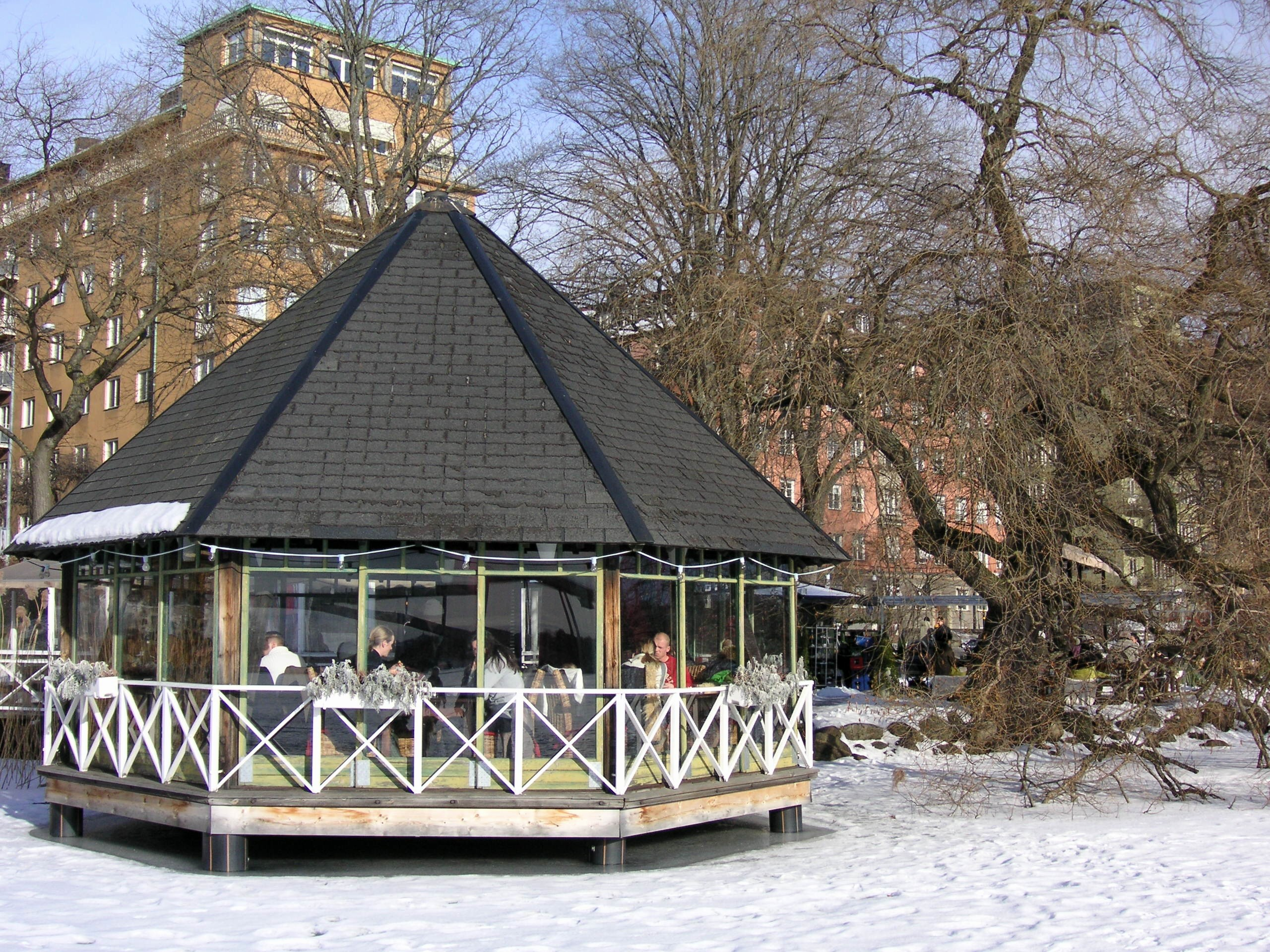
Mälarpaviljongen vid Norr Mälarstrands strandpromenad.
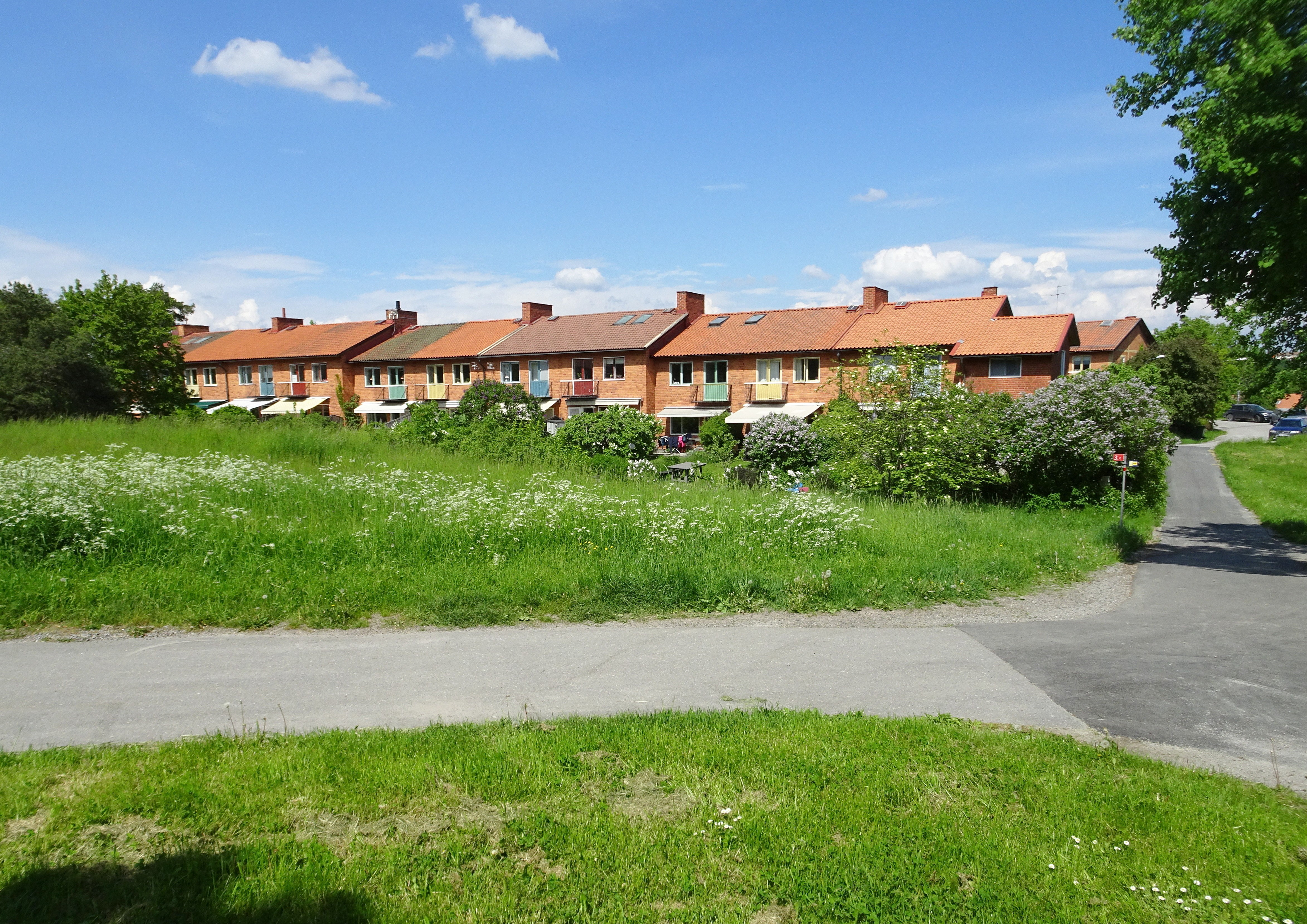
Radhusområdet Hersby Åker, Lidingö.
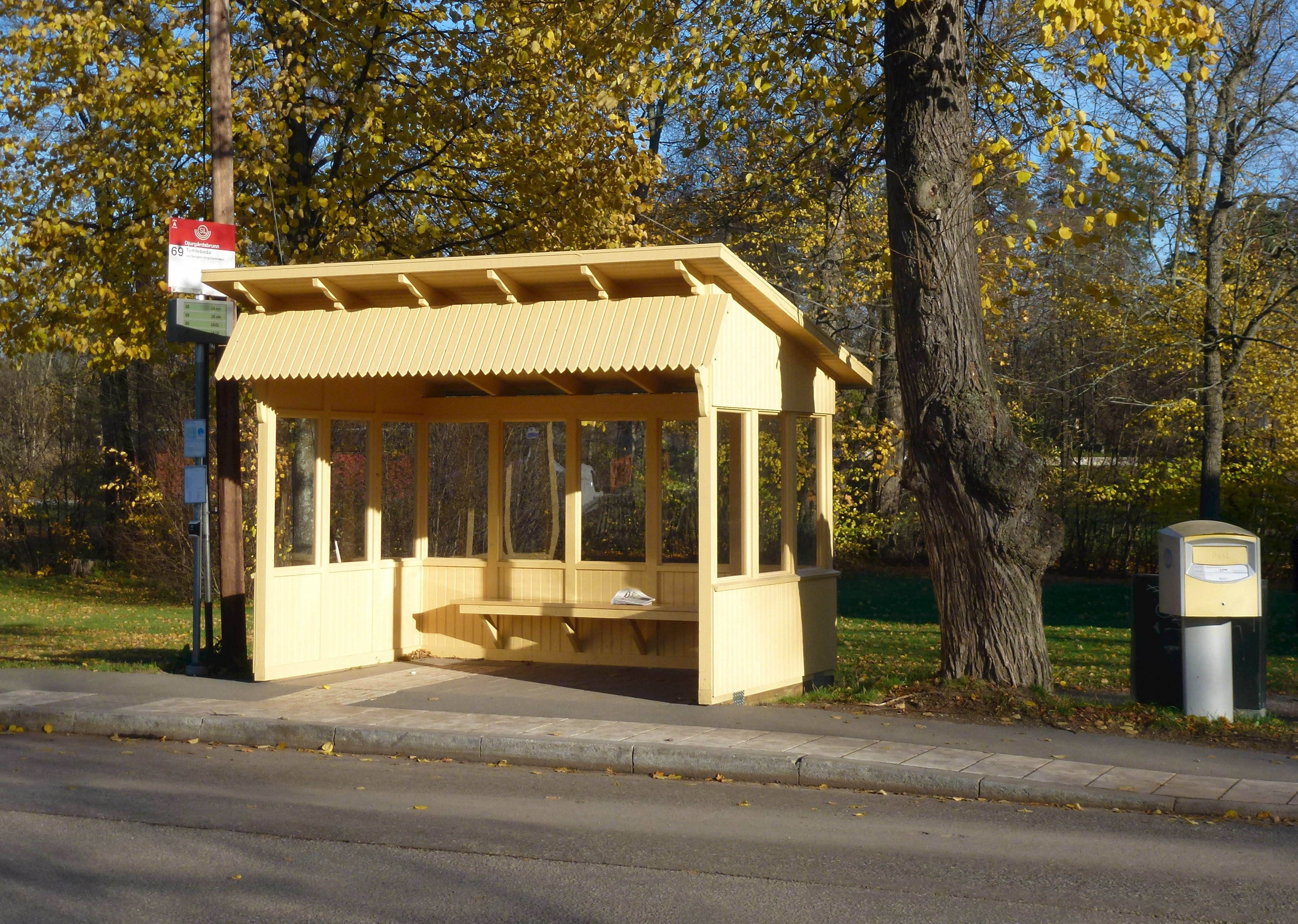
Holger Bloms busskur vid Djurgårdsbrunn.

## Aktiv romersk katolik
Blom var aktiv i den romersk-katolska världen och innehade flera påvliga utmärkelser. Han satt större delen av sitt liv i styrelsen för, den av bl.a hans morfar August Roesler och dennes bror Ernst Roesler grundade, Concordia Catholica och blev dess ende hedersordförande. Såväl hans far som två av hans söner var/är hedersmedlemmar av samma sällskap. .
Han ritade den första romersk-katolska kyrkan i Uppsala efter reformationen: Sankt Lars katolska kyrka på S:t Johannesgatan 22. Bloms förslag på utformning av den nya S:ta Eugenia kyrka vid Kungsträdgården i Stockholm blev emellertid inte antaget, trots att det var hans hemförsamling, där han själv suttit i kyrkorådet, måhända för att förslaget var rätt brutalt i sin modernism.
Holger Blom var son till byggnadsingenjören och byggmästaren Edvard Blom och Maria Blom (född Rösler). Han fann sin sista vila på Norra begravningsplatsens katolska kyrkogård där han gravsattes den 15 mars 1996.